# Teatro antico di Ocrida

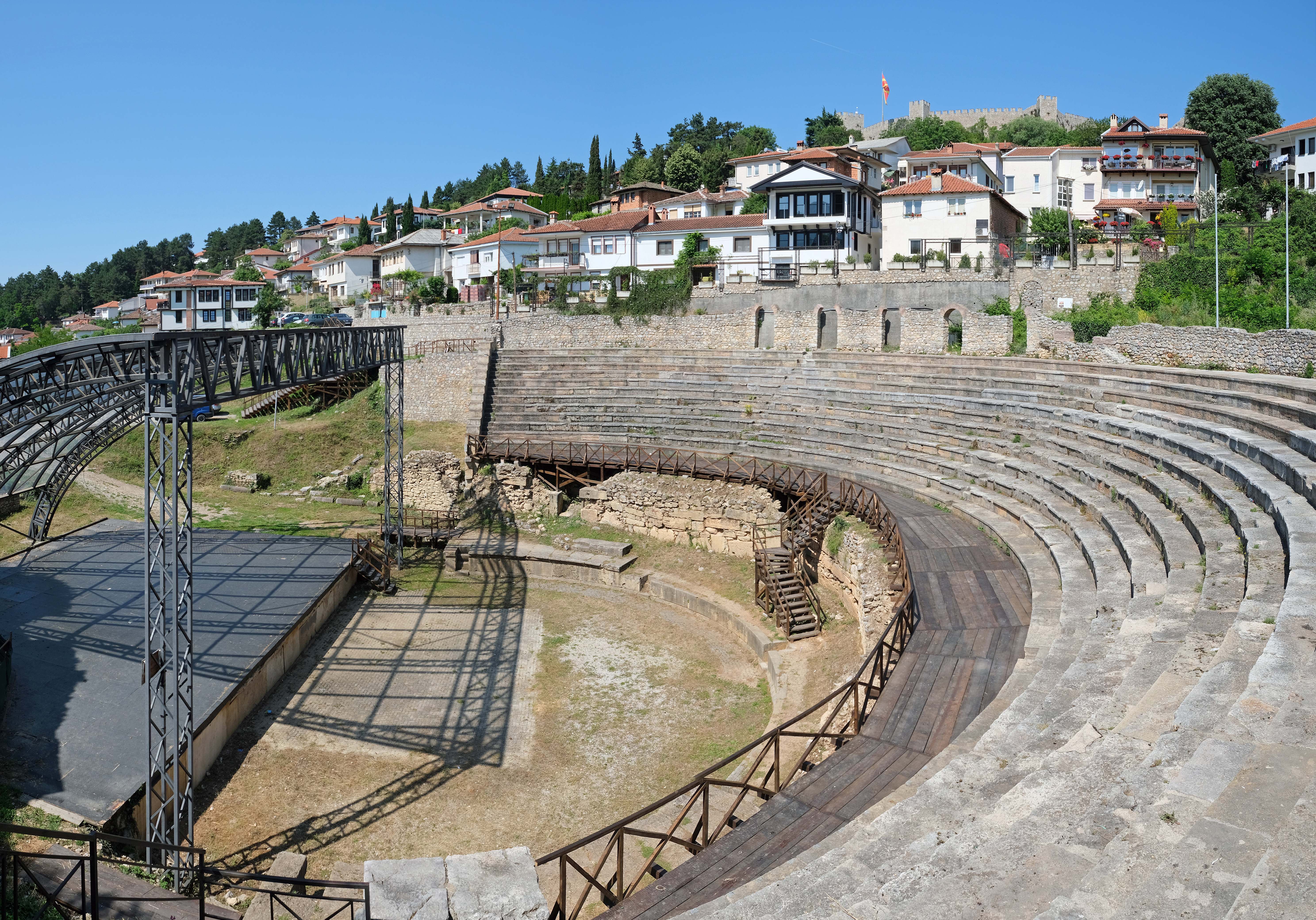
Il Teatro antico

Il teatro antico di Ocrida è un teatro situato nell'omonima città macedone e risalente al periodo ellenistico. Fu costruito nel 200 a.C. ed è l'unico teatro ellenistico del paese; gli altri tre, Scupi, Stobi e Heraklea Lynkestis, risalgono all'epoca romana. Non è chiaro quante persone sedessero nel teatro originale poiché è rimasta solo la sezione inferiore. Il teatro all'aperto ha una posizione ideale: le due colline che lo circondano lo proteggono dai venti che potrebbero interferire con l'acustica durante le rappresentazioni.
In epoca romana il teatro fu utilizzato anche per i combattimenti dei gladiatori. Tuttavia, poiché fu anche un luogo di esecuzioni di cristiani da parte dei romani, si trasformò rapidamente in un luogo molto detestato dalla gente del posto. Infatti, a seguito di questa avversione, il teatro fu abbandonato e sepolto dalla gente del posto dopo la fine dell'Impero romano. Ciò permise di preservare ottimamente la maggior parte della struttura, per poi essere scoperta accidentalmente negli anni '80. Infatti, durante i lavori di costruzione intorno ad alcune delle case della zona, furono scoperti grandi blocchi di pietra con incisioni del dio greco Dionisio e delle muse, il che portò gli archeologi a credere che un teatro greco (Dioniso e le muse erano legati alle arti dello spettacolo) doveva trovarsi nelle vicinanze.
Dalla fine degli anni '80, il teatro tornò a essere sede di spettacoli pubblici, come rappresentazioni teatrali, concerti, opere liriche e balletti. Recentemente, si svolgono ogni estate spettacoli culturali di alto profilo nell'ambito dell'Ohrid Summer Festival.